# Kaliumkanalöffner
Kaliumkanalöffner sind Substanzen, die selektiv oder nicht-selektiv Kaliumkanäle öffnen. Das Öffnen eines Kaliumkanals bewirkt unter physiologischen Bedingungen den Ausstrom von K+-Ionen entlang des elektrochemischen Gradienten für Kalium. In der Folge sinkt das Membranpotential einer Zelle.
Aufgrund der Vielzahl von Kaliumkanälen existieren eine große Anzahl von Aktivatoren/Öffnern (auch Agonisten genannt). Eine Gruppe davon öffnet bestimmte ATP-sensitive Kaliumkanäle. Diese werden von Kir6.1 und Kir6.2 Kanaluntereinheiten, sowie regulatorischen Sulfonylharnstoffrezeptoruntereinheiten, SUR1 oder SUR2, gebildet. Die zur Behandlung von Hypertonie eingesetzten Substanzen binden an die in glatten Muskelzellen der Blutgefäße vorkommende Variante SUR2. Der Kaliumkanal (Kir6.x/SUR2) öffnet und die erhöhte Kaliumleitfähigkeit führt zu einer Stabilisierung oder auch Negativierung des Membranpotentials. In der Folge kommt es zu einer Inaktivierung von spannungsabhängigen Calciumkanälen. Durch den geringen intrazellulären Calciumspiegel, nimmt die Kontraktionskraft der Muskelzellen ab und das Blutgefäß erweitert sich. Dadurch kann der Blutdruck sinken.
Diese Antihypertensiva werden in der Regel eingesetzt, wenn Substanzen wie Betablocker, AT1-Antagonisten, Diuretika, Calciumantagonisten und ACE-Hemmer keine ausreichende Wirkung haben.
Beispiele sind Minoxidil, Nicorandil, Pinacidil und Levcromakalim.
Eine andere Gruppe von Kaliumkanalöffnern wirken im Pankreas auf die Insulinfreisetzung. Der hier vorherrschende ATP-sensitive Kaliumkanal wird aus Kir6.2/SUR1 Untereinheiten gebildet. Die Aktivierung des Kanals, hier über SUR1, führt analog der Muskelzelle zu einer Inaktivierung von Calciumkanälen. Ein geringerer Calciumgehalt in der Zelle hemmt die Insulinfreisetzung aus den Vesikeln (vgl. Vorgänge an der Synapse bzw. Exozytose). Der geringere Insulinspiegel im Blut sorgt dafür, dass weniger Glucose in Zellen aufgenommen werden kann und der Blutzuckergehalt steigt (Hyperglykämie). Somit können Medikamente wie Diazoxid zur Behandlung einer Hypoglykämie eingesetzt werden (z. B.: bei Inselzelltumoren).